# Katrine Lunde
Katrine Lunde (n. 30 martie 1980, în Kristiansand) este o handbalistă norvegiană care joacă pentru clubul Vipers Kristiansand și echipa națională a Norvegiei. Ea evoluează pe postul de portar și este sora geamănă a handbalistei Kristine Lunde-Borgersen. Printre realizările ei ca sportivă se numără obținerea unor medalii de aur la Jocurile Olimpice, Campionatul Mondial și Campionatul European, precum și câștigarea unor trofee de club în Liga Campionilor EHF, campionatul Danemarcei și cel al Ungariei.

## Carieră

### La club
Lunde și-a început cariera la Hånes IF, iar ulterior a jucat pentru Kristiansand, IK Våg și Aalborg DH. A câștigat Liga Campionilor EHF cu Viborg HK în 2009 și 2010. În 2010, ea a semnat pentru clubul maghiar Győri Audi ETO KC, alături de care a câștigat din nou Liga Campionilor, în 2013 și 2014.

### La echipa națională
Lunde a debutat la echipa națională a Norvegiei în 2002, și a jucat 240 de meciuri în care a înscris 3 goluri. Ea este de patru ori campioană europeană (2004, 2006, 2008 și 2010). Lunde a devenit campioană mondială în 2011, a câștigat medalia de argint în 2007 și pe cea de bronz în 2009. În August 2008, împreună cu sora ei geamănă, Katrine a obținut medalia de aur la Jocurile Olimpice de vară, desfășurate la Beijing. Ea a fost selectată în echipa All-Star Team a competiției și a fost cel mai bun portar, cu un procentaj al paradelor de 42%.
Lunde a fost din nou selectată în echipa All-Star Team la Campionatul European din 2008 și s-a clasat a doua în statistica portarilor, cu un procentaj de 47%.

## Viața personală
Katrine Lunde a fost căsătorită mai mulți ani cu fotbalistul Tom Reidar Haraldsen, de care a divorțat în 2013. În toată această perioadă ea s-a numit Katrine Lunde Haraldsen. În 2012, presa ungară a anunțat că Lunde are o relație serioasă cu fotbalistul Nikola Trajković de la Győr ETO FC.

## Palmares
- Damehåndboldligaen:
  - Câștigătoare: 2008, 2009, 2010
  - Locul 2: 2005
  - Locul 3: 2006, 2007

- DHF Landspokalturneringen:
  - Câștigătoare: 2007, 2008

- Nemzeti Bajnokság I:
  - Câștigătoare: 2011, 2012, 2013, 2014
  - Locul 2: 2015

- Magyar Kupa:
  -  Câștigătoare: 2011, 2012, 2013, 2014, 2015

- Eliteserien:
  - Câștigătoare: 2017/2018, 2018/2019, 2019/2020, 2020/2021, 2021/2022

- Cupa Norvegiei:
  - Câștigătoare: 2017, 2018, 2019, 2020, 2021

- Liga Campionilor EHF:
  -  Câștigătoare: 2009, 2010, 2013, 2014, 2020-2021, 2021-2022
  - Finalistă: 2012
  - Semifinalistă: 2006, 2011

- Cupa EHF:
  -  Câștigătoare: 2017
  - Finalistă: 2018
  - Semifinalistă: 2004

- Campionatul European:
  -  Medalie de aur: 2004, 2006, 2008, 2010, 2020
  -  Medaliată cu argint: 2002, 2012

- Campionatul Mondial:
  -  Medalie de aur: 2011, 2021
  -  Medalie de argint: 2007, 2017
  -  Medalie de bronz: 2009

- Jocurile Olimpice:
  -  Medalie de aur: 2008, 2012
  -  Medalie de bronz: 2016, 2020

## Premii
- Portarul ideal al Jocurilor Olimpice: 2008, 2020
- Portarul ideal al Campionatului European: 2008, 2010, 2012[8]
- Cea mai bună handbalistă străină din Ungaria: 2013
- Portarul ideal al Campionatului Mondial: 2017
- Portarul ideal al Ligii Campionilor: 2019
- Portarul ideal al Ligii Norvegiene: 2019, 2021